# Giuliana Donati Petténi
Giuliana Petténi in arte Giuliana Donati Petténi (Milano, 17 febbraio 1922 – Brembate di Sopra, 19 agosto 2008) è stata una saggista e scrittrice italiana.

## Biografia
Figlia di Giuliano (1894-1930), poeta e scrittore, e di Giuseppina Scarpellini (1889-1975), a soli 22 anni conseguì la laurea in Lettere presso l'Università Cattolica del Sacro Cuore di Milano. Dal 1948 al 1951 frequentò il corso di giornalismo presso l'Università degli Studi di Urbino. Si dedicò quindi all'insegnamento nella scuola di Via Codussi a Bergamo intitolata a suo padre e, nel contempo, all'attività di libera ricercatrice, avendo ereditato la passione per gli studi storici.
Dal 1958 al 2001 fu membro dell'Istituto per la Storia del Risorgimento italiano ed eletta, per numerosi anni, consigliera del Comitato direttivo provinciale di Bergamo. Nel 1960, per l'Istituto Civitas Garibaldina del Comune di Bergamo curò la trascrizione di vari documenti riguardanti il movimento risorgimentale bergamasco da lei reperiti presso alcuni archivi. Sua è pure la documentata biografia del patriota bergamasco Francesco Nullo (1826-1863), eroe nazionale polacco, ancor oggi considerata la più completa.
Nel 1964 entrò a far parte dell'Ateneo di Scienze Lettere ed Arti di Bergamo nella Classe di Scienze morali e storiche, della quale fu segretaria dal 1966 al 1989 e poi Socia onoraria dal 2002. Prese parte attiva anche all'attività dell'Associazione Nazionale Famiglie Caduti e Dispersi in Guerra sezione di Bergamo.
Nel 1976 il Comune di Bergamo le conferì il diploma di benemerenza con medaglia d'argento.
Presente in vari convegni e manifestazioni culturali, scrisse numerosi saggi di storia bergamasca e collaborò a quotidiani, periodici e riviste storiche.

## Opere
- Un esempio di vita Giuliano Donati Petténi, Editrice San Marco, Bergamo 1956 e Sestante, Bergamo 2014;
- Don Emilio Rota, Bergamo 1958;
- Bergamo e i feriti del 1859, in Atti del Convegno storico lombardo, Brescia 1959-1961;
- Bergamo e il Partito d'Azione nelle relazioni segrete del Ministero dell'Interno (gennaio-aprile 1863), in Studi Garibaldini, Secomandi, Bergamo gennaio-aprile 1960, pp. 93-102 e in Bergomum, Vol. XXXIV, marzo 1960;
- Francesco Nullo, in AA.VV., Le 180 biografie dei bergamaschi dei Mille, Editrice S. Alessandro, Bergamo 1960; pp. 57-134;
- La spedizione di Nullo in Polonia, in AA.VV., Storia del volontarismo bergamasco, Bergamo 1960, pp. 291-313;
- Francesco Nullo Cavaliere della libertà, Bolis, Bergamo 1963;
- Volontari italiani in terra polacca. Luigi Caroli, in Studi Garibaldini, Secomandi, Bergamo 1963, pp. 168-175, e in Bergomum, Vol. XXXVII, Bergamo aprile-settembre 1963;
- Un valido contributo alla bibliografia dei bergamaschi volontari in Polonia del 1863, coautrice Janina Vitali Kaczmarek, in Studi Garibaldini,  Secomandi, Bergamo 1964, pp. 173-188;
- Tullia Franzi nel decennale della morte, in Atti dell'Ateneo di Scienze Lettere ed Arti di Bergamo, vol. XXXIII. 1965-1967, pp. 277-303;
- Rievocazione della triplice M.O. al V.M. Antonio Locatelli, Secomandi, Bergamo 1968;
- Carità di patria in Angelo Giuseppe Roncalli, in Atti dell'Ateneo di Scienze Lettere ed Arti di Bergamo, vol. XXXIV, 1968-1969, pp. 23-24;
- L'avv. Sebastiano Zilioli sindaco di Bergamo, ibidem, pp. 609-621;
- Lo storico Angelo Maria Rinaldi, ibidem, vol. XXXVI, 1971, pp. 295 -311;
- Contributo per una più documentata biografia di Bortolo Belotti (Lettere di Bortolo Belotti e Giuliano Donati-Petteni), ibidem, vol. XL, 1976-1978, pp.269-283;
- In memoria di Giuseppina Donati Petténi, Bergamo 1976;
- Ricordo del prof. Claudio Cesare Secchi, in Atti dell'Ateneo di Scienze Lettere ed Arti di Bergamo, vol. XLII, 1980-1981 e 1982-1983, pp. 941-974;
- Gli studi donizettiani di Giuliano Donati Petténi, in Atti del 1º Convegno di studi donizettiani, 1975, Bergamo 1983;
- Bibliografia in ricordo di Tancredi Torri, in Atti dell'Ateneo di Scienze Lettere ed Arti di Bergamo, vol. XLIV, 1985, pp. 466-497;
- Il carteggio di A. Locatelli e Giuliano Donati Petténi, ibidem, vol. XLVI, 1985-1986, pp. 719-776;
- La personalità culturale di mons. Luigi Chiodi, saggio bibliografico, ibidem, vol. XLVIII, 1989, pp. 581-603;
- L'Avvocato Guido Tadini, ibidem, vol. LII, 1990-1991;
- Presenze e contributi di Soci dell'Ateneo di Scienze Lettere ed Arti di Bergamo nelle annate della «La Rivista di Bergamo»: 1922-1931, ididem, vol. LV, 1992-1993, pp. 327-537;
- Ricordo di Ettore Sornaga, ibidem, vol. LVI, 1993-1994;
- Lo scultore Gianni Remuzzi, biografia inedita in Michela Valotti, Gianni Remuzzi (1894-1951). L'onestà della scultura, trascrizione e note di Giuseppe Paravicini Bagliani, prefazione di Maria Mencaroni Zoppetti, Ateneo di Scienze Lettere ed Arti di Bergamo - Edizioni Valle Sabbia, Bergamo - Bione 2019, pp. 53-80.